# Формула Бете — Блоха

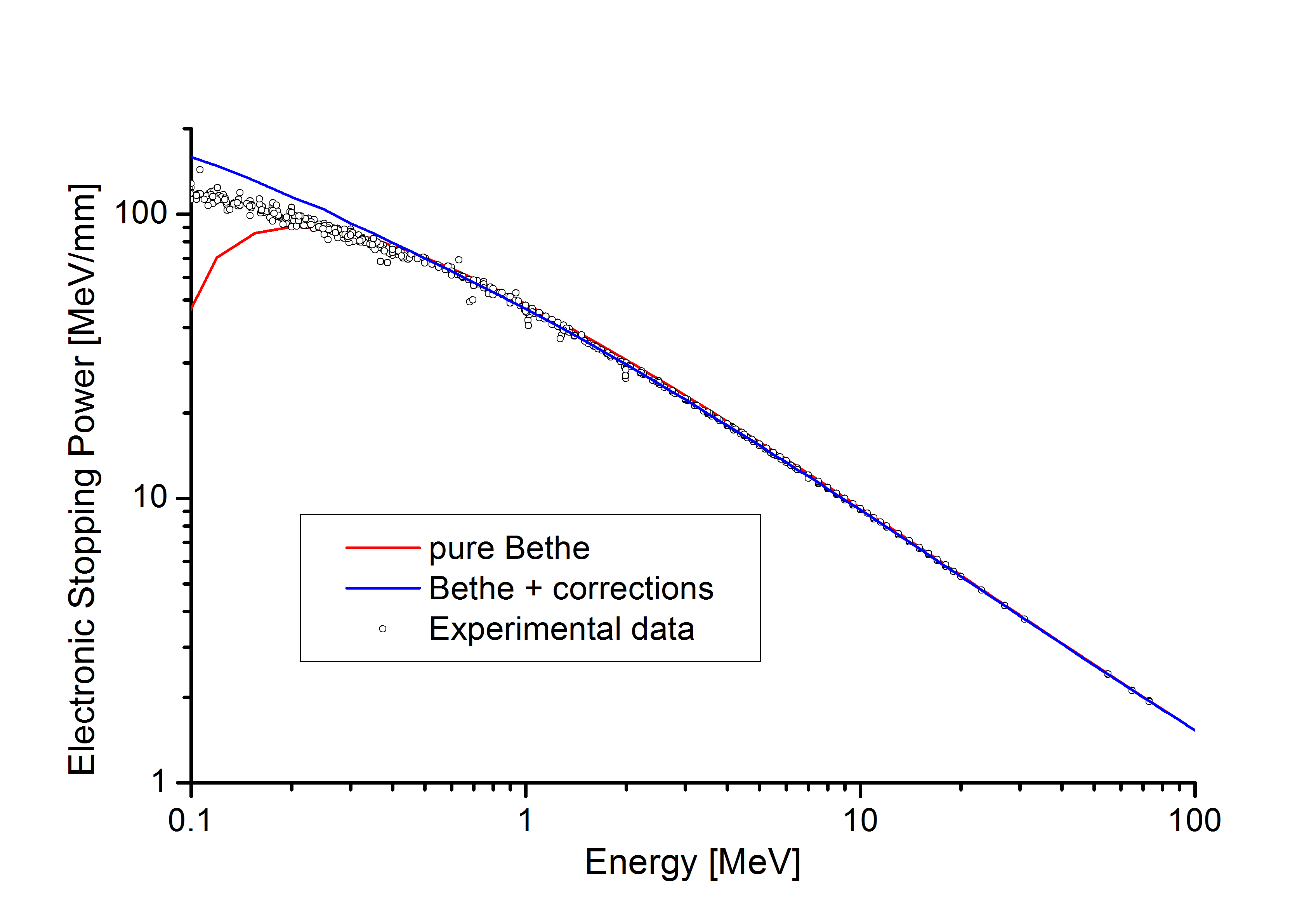
Порівняння формули Бете — Блоха (червона крива) з експериментом для протонів

Формула Бете — Блоха описує енергетичні втрати швидкої зарядженої частинки на іонізацію речовини.
На одиничному шляху в речовині заряджена частинка зі швидкістю v втрачає
{\displaystyle -{\frac {dE}{dx}}={\frac {4\pi nZ^{2}e^{4}}{mv^{2}}}\left({\text{ln}}\,{\frac {2mv^{2}}{I(1-v^{2}/c^{2})}}-{\frac {v^{2}}{c^{2}}}\right)},
де:
- n — число електронів в одиниці об'єму речовини
- Ze — заряд швидкої частинки
- I — середній потенціал збудження атомів речовини
- c — швидкість світла у вакуумі.

Число електронів у одиничному об'ємі можна оцінити через густину речовини {\displaystyle \rho }
{\displaystyle n={\frac {N_{A}\rho Z_{m}}{M}}},
де:
- {\displaystyle N_{A}} — число Авогадро
- {\displaystyle Z_{m}} — зарядове число атомів речовини
- M — масове число атомів речовини.

Цю формулу отримав у 1930 році Ганс Бете.
Як показав Фелікс Блох, середню енергію іонізації атомів можна приблизно оцінити, як 10 Zm еВ.
При великих енергіях частинки енергетичні втрати спадають, як {\displaystyle 1/v^{2}}. У максимумі вони складають для протонів приблизно 100 МеВ/мм. Оскільки заряджена частинка проникає в речовину з високою енергією й поступово сповільнюється, то енергетичні втрати на іонізацію зростають при збільшенні глибини проникнення. Це призводить до появи так званого бреґґівського піку в радіаційних пошкодженнях. Пошкодження малі у приповерхневих шарах, зростають в глибину, досягаючи максимуму, а потім різко зменшуються, оскільки далі заряджені частинки вже не проникають.

## Обмеження
Формула погано працює при малих енергіях заряджених частинок, а також при дуже високих енергіях, де починають грати роль інші процеси.

## Використання
Формулу Бете-Блоха можна використати для оцінки довжини пробігу швидкої зарядженої частинки в речовині, концентрації зарядів у треку тощо.